# 廣州市基督教公墓
本條目簡介廣州的基督教墓地。1998年以來廣州存有琪鸡岗和大窝岭兩處基督徒墓园。2018年初太和大窩嶺公墓被發現墓碑被大量損毀，有義工前往整理記錄碑文。（參見v:廣州被清拆史蹟列表）
1830年，美公理会牧师裨治文来粵传教，將廣州城外東郊三望岗（今先烈路附近）之阳传教士的墓地，拓展为纲纪慎教会公墓，俗称耶教坟场。其是广东省城东郊第一座也是最大的一座基督教公墓，粵內要人伍汉持、杨仙逸等人均先后葬于耶教坟场内。1970年代耶教坟场被迁往太和镇黄庄公路旁的大窝山，存有墓碑51個，跨越1823年到1923年。
民國25年（1936年）4月，中華基督教會六堂（仁濟、中華、七株榕、芳村、黃沙、東山）在北郊土狗窿設公共墳場。到1950年代初在廣州同時留存的基督教墓地有：
- 司马岗浸信会墳場
- 二望崗萬善堂墳場
- 永福村美以美會墳場
- 沙河頂崇真與安息日會墳場
- 東朗白鶴洞堂墳場
- 燕子崗播道會與遠東宣教會墳場
- 石溪水上福音墳場
- 南石西（今廣州市塑膠二廠）西人墳場等。

1953年1月29日，經市政府同意，在白雲區銀河鄉（现属天河区）琪雞崗撥出部分土地作為基督教公墓地點。1956年，當局以建設需要為由徵用教會各墳場，由市房管局撥回廣汕公路銀河火葬場左琪雞崗、銀河革命公墓右寶鴨崗及廣從公路旁大窩嶺等3處作為基督教新公墓，原教會墳場多於1959年遷基，余原播道會、崇真會及西人墳場的墳墓尚餘部份未遷。